# Studiengesellschaft für den Kombinierten Verkehr
Die  Studiengesellschaft für den Kombinierten Verkehr e.V. (SGKV)  ist ein gemeinnütziger Verein zur Förderung des kombinierten Verkehrs (KV) und des rationellen Transports mit heutigem Sitz in Berlin. Mit Mitgliedern aus Wissenschaft und Praxis bildet sie eine Kommunikations- und Wissensplattform für alle, die den KV nutzen, erforschen und weiterentwickeln.

## Geschichte
Die SGKV wurde im Jahr 1928, vor dem Hintergrund des Eintretens der Lkw-Technologie in den Langstreckenverkehr, gegründet. Einerseits sollten die Interessen des bis dahin dominierenden Schienengüterverkehrs im Fernverkehr besser gegenüber der Politik und Öffentlichkeit artikuliert werden, andererseits forschte die SGKV zunächst auch aktiv an Kleinbehältern für den Umschlag zwischen Schiene und Straße, um die Funktion der Schiene für den Fernverkehr und die Verteilungsfunktion des Lkw zu optimieren. Zu diesem Zweck unterhielt sie eine Forschungseinrichtung. Die aktiven Forschungsanlagen wurden jedoch in den 1930er Jahren schnell in militärische Dienste gestellt, da sie für den Nachschub interessant waren. Nach den Kriegsjahren, in denen die SGKV  nicht weiter geführt wurde, wurde diese am 9. Dezember 1948 neu gegründet. Vorstandsvorsitzender der Studiengesellschaft in Frankfurt am Main von 1973 bis 1978 war der Jurist und Verkehrsexperte Herbert Neupert.

## Grundsätze der SGKV
Im Sinne einer neutralen und offenen Anlaufstelle für die Belange des KV hat sich der Verein acht Grundsätzen verschrieben:
- Verkehrsträger optimal  einsetzen –  intermodaler Einsatz der Verkehrsträger nach Stärken und Schwächen
- intermodale Strukturen transparent  gestalten – Markttransparenz schaffen
- wissenschaftliche Objektivität gewährleisten – KV durch Neutralität stärken
- Infrastruktur entwickeln – Planung und  Entwicklung der Infrastruktur für den KV
- internationale Zusammenarbeit stärken – Kooperationen unterstützen für einen europäischen KV
- nützliche Innovationen fördern – einheitlich entwickeln und sinnvoll erweitern
- Information verfügbar machen – Wissensvermittlung zwischen Politik, Wirtschaft und Wissenschaft
- Forschung initiieren – Weiterentwicklung und Stärkung des KV durch praxisnahe und zielgerichtete Forschung

## Aufgaben des Vereins
Die SGKV versteht sich als unabhängiger Verein mit dem Zweck, die vielseitigen Vorteile der Verkehrsträger und die Interessen ihrer Akteure in einem nachhaltigen Verkehrssystem zu vereinen. Als übergeordnete Plattform hilft sie auf wissenschaftlicher Grundlage, Gütertransporte der Zukunft umweltschonend, effizient und nachhaltig abzuwickeln. Im Mittelpunkt stehen dabei wirtschaftsnahe Bedarfsforschung, nationale und internationale Normenvorbereitungen sowie die Vertretung der Interessen des KV bei nationalen, zwischenstaatlichen und supranationalen Regelungen. Unter anderem berät die SGKV das Fachreferat des Verkehrsministeriums des Bundes (Bundesministerium für Verkehr und digitale Infrastruktur). Dabei kann die Geschäftsstelle mit Sitz im Berliner Westhafen auf das Knowhow von mehr als 80 Mitgliedern der Branche zurückgreifen. Schwerpunkte der wissenschaftlichen Tätigkeit der SGKV sind die Analyse und Entwicklung von Lösungsansätzen und Trends im Bereich des kombinierten Verkehrs. Das umfasst sowohl technologische als auch betrieblich organisatorische Entwicklungen, ebenso wie die Marktentwicklung im nationalen und internationalen Umfeld. Hervorzuheben ist in diesem Zusammenhang die Begutachtung von Förderanträgen für KV-Terminals für das deutsche und schweizerische (Bundesamt für Verkehr) Verkehrsministerium, bzw. den nachgeordneten Behörden durch die SGKV. Weiterhin ist die SGKV als beratende Institution für das BMVI in Fragen des kombinierten Verkehrs und genereller Entwicklungen im Themenfeld intermodaler Verkehre tätig und Veranstalter des jährlichen TerminalTags, bei dem Terminalbetreiber und damit verbundene Akteure über Neuigkeiten in der Branche informiert werden und die Möglichkeit zum Austausch haben.
- Erstellung und Veröffentlichung wissenschaftlicher Bestandsaufnahmen, Marktuntersuchungen und Studien
- Durchführung von Projekten der Forschung mit klaren Praxisbezug zusammen mit Unternehmen und weiteren Akteuren des kombinierten Verkehrs
- Nationale und internationale Normenvorbereitungen
- Vertretung des BIC als National Registry Organisation für Deutschland und Österreich[4]
- Beratung von Mitgliedern, staatlichen Stellen und der Öffentlichkeit
- Organisation, Koordination und Durchführung von Aus- und Weiterbildungsmaßnahmen, sowie Moderation und Mediation
- Konzeption, Organisation und Durchführung des jährlichen TerminalTag als Branchentreff für den kombinierten Verkehr
- Intermodal Map[5] als kostenlose Informationsplattform zu KV-Terminals und Verbindungen
- Wissensplattform für den kombinierten Verkehr